# Municipio de Sterling (Dakota del Norte)
El municipio de Sterling (en inglés: Sterling Township) es un municipio ubicado en el condado de Burleigh en el estado estadounidense de Dakota del Norte. En el año 2010 tenía una población de 149 habitantes y una densidad poblacional de 1,6 personas por km².

## Geografía
El municipio de Sterling se encuentra ubicado en las coordenadas 46°51′5″N 100°16′2″O / 46.85139, -100.26722. Según la Oficina del Censo de los Estados Unidos, el municipio tiene una superficie total de 93.06 km², de la cual 93,06 km² corresponden a tierra firme y (0 %) 0 km² es agua.

## Demografía
Según el censo de 2010, había 149 personas residiendo en el municipio de Sterling. La densidad de población era de 1,6 hab./km². De los 149 habitantes, el municipio de Sterling estaba compuesto por el 96,64 % blancos, el 0,67 % eran afroamericanos, el 2,68 % eran amerindios. Del total de la población el 0 % eran hispanos o latinos de cualquier raza.